# Klempau
Klempau est une commune allemande du Schleswig-Holstein, située dans l'arrondissement du duché de Lauenbourg (Kreis Herzogtum Lauenburg), à onze kilomètres au sud de Lübeck. Klempau est l'une des onze communes de l'Amt Berkenthin dont le siège est à Berkenthin.